# Bronzolo
Bronzolo tiếng Đức: Branzoll; Archaic (1181 CN): Branzol, Bronzilo, hay Branzolo) là một đô thị ở tỉnh Bolzano-Bozen trong vùng Trentino-Alto Adige/Südtirol của Ý, có vị trí cách khoảng 40 km về phía đông bắc của thành phố Trento và khoảng 11 km về phía nam của thành phố Bolzano. Tại thời điểm ngày 31 tháng 12 năm 2004, đô thị này có dân số 2.377 người và diện tích là 7,4 km².
Bronzolo giáp các đô thị: Aldein, Laives, Deutschnofen, Auer và Vadena.